# Bedales School
Bedales School est un établissement scolaire privé britannique qui se rattache au courant pédagogique Éducation nouvelle. Il est situé dans le village anglais de Steep, près de Petersfield, dans le Hampshire, à un peu plus d'une heure et demi de Londres par la route. Fondée en 1893 par John Badley, il est mixte depuis 1898. Il est réputé pour son enseignement artistique et littéraire.

## Historique
L'emblème de l'école est la rose Tudor qui a une abeille en son centre. La devise de l'école est « Work of each for weal of all » (Le travail de chacun pour le bien de tous)
Cette école est reconnue pour la qualité de l'enseignement artistique qui y est dispensé, notamment le théâtre, les arts plastique et la musique. 

## Actualité
En 2020, l'école accueille 462 élèves, du jardin d'enfants au Sixth form.
Elle est dirigée par Magnus Bashaarat.

## Anciens élèves
- Lily Allen, chanteuse
- Jacques Benoist-Méchin, écrivain français
- Jamie Campbell Bower, acteur
- Daniel Day-Lewis, acteur irlandais
- Poppy Delevingne, mannequin
- Cara Delevingne, actrice et mannequin
- Minnie Driver, actrice
- Marika Hackman, musicienne
- Richard Leacock, cinéaste
- Mary Medd, architecte
- Frances Partridge, diariste et traductrice
- Alix Strachey, psychanalyste et traductrice
- Julia Strachey, écrivaine
- Juno Temple, actrice
- Natalia Tena, actrice
- John Wyndham, romancier de science-fiction